# 2Xtreme
2Xtreme (en español 2 Extremos) es un videojuego de carreras lanzado para la consola PlayStation en 1996 el cual es secuela de 1Xtreme que fue patrocinado por ESPN. En él, el jugador corre contra otros en varios eventos alrededor del mundo utilizando patinaje, bicicleta y otros. Una secuela, 3Xtreme fue lanzada en 1999.
2Xtreme fue publicado en PlayStation Network en 2007 para PlayStation Portable y PlayStation 3.

## Jugabilidad
Trucos de diferentes dificultades se pueden realizar durante la carrera para ganar puntos y puertas de diferentes colores se pueden pasar a través de una variedad de propósitos. Los jugadores también pueden golpear y patear a los oponentes para derribarlos. La Salud sube cuando uno evade con facilidad algo con lo que un jugador puede ser golpeado por un obstáculo u otro corredor, y disminuye cuando un jugador se acelera. 2Xtreme cuenta con cuatro niveles de dificultad diferentes. Un jugador puede elegir en las opciones de carrera sin los personajes de computadora, y también desactivar la lucha.
El 2Xtreme que un jugador puede hacer una carrera normal de Exposición o una temporada que involucra a todos los 12 jugadores y crea la clasificación basada en la puntuación del jugador lograda en cada pista. La puntuación se calcula sobre todo por el momento en que el jugador termina en el lugar y en la carrera. Puntos de puertas, caídas y trucos se añaden a esto. En el modo de 2 jugadores, tanto para exposiciones y las estaciones de la pantalla se divide horizontalmente y ambos jugadores comienzan en la parte posterior de la carrera. Esto hace el juego un poco más difícil, ya que se vuelve más difícil de ver y evitar los obstáculos en su camino.

## Recepción
2Xtreme causó fuerte división entre los críticos. De GamePro Dr. Zombie, alabó el juego por su 'acción de alta velocidad', duros adversarios de IA, el modo de pantalla dividida competitiva, los controles sensibles, y los gráficos, en particular los fondos prestados. Por el contrario, Hugh Sterbakov de GameSpot dijo que aunque los gráficos, los sonidos y la mecánica de juego se habían mejorado desde los juegos extremos de ESPN, todavía eran tan primitivos que podrían haberse hecho en una consola de última generación. Sin embargo, consideró que el modo de juego divertido en modo para dos jugadores era más importante que esto, aunque recomendó que los jugadores que no tuvieran a nadie con quien jugar, mejor compren un juego de carreras diferente. Todd Mowatt de Electronic Gaming Monthlyle le dio un 8 de 10, citando los poderes, la selección de personajes y la competencia de la temporada, mientras que su co-crítico Joe Rybicki le dio un 5 de 10, diciendo que los gráficos y la animación no explotan las capacidades de PlayStation, y la jugabilidad no mejora con el original poco emocionante. Un crítico de Next Generation comentó de manera similar que 2Xtreme "parece ser un poco más tranquila que el original frenético". Señaló la ausencia de civiles agresivos, la falta de diferenciación entre las tres pistas y el control y la sensación similares a los diferentes deportes. También criticó la pantalla dividida de dos jugadores como "apenas adecuada", y dijo que el juego debería haber sido compatible con el PlayStation Link Cable.